# رغد (اسم)
رغد هو اسم عربي يعني طيب العيش.
مثال : يعيش المؤمن في رغدٍ وهناء بالجنة
وقد ذكر 3 مرات في القرآن الكريم (مرتين في سورة البقرة آية 35 + آية 58.مرة في سورة النحل آية 112)

## شخصيات تحمل هذا الاسم
- رغد صدام حسين، بنت الرئيس العراقي السابق.